# Bassie & Adriaan: De Verdwenen Trosster
Bassie & Adriaan: De Verdwenen Trosster is een speciale aflevering van Bassie en Adriaan, naar aanleiding van het dertigjarig bestaan van de televisiezender TROS en werd op 4 november 1994 uitgezonden. Deze aflevering werd voor het eerst op dvd uitgebracht in 2009 als extra op de dvd Leer het verkeer.

## Verhaal
Bassie en Adriaan laten aan enkele kinderen zien hoe ze een televisieserie maken. Wanneer Vlugge Japie de gouden Trosster steelt, mogen ze met het duo mee tijdens hun zoektocht naar de ster.

## Acteurs
- Bas van Toor - Bassie, Vlugge Japie
- Aad van Toor - Adriaan
- Evert van de Bos - stand-in Vlugge Japie
- Kinderen - Charlotte Waardenburg, Marc-Peter van der Maas, Jurriën Haverlag, Dieuwertje Steenveld, Christiaan Peijenburg, Charly Rozenberg en Sander Tonglet.

## Trivia
- Als Bassie aan Adriaan vraagt hoeveel avonturen ze beleefd hebben, zegt Adriaan tien avonturen. Toen deze special werd uitgezonden, waren dat er echter slechts negen. De tiende en laatste serie Liedjes uit grootmoeders tijd werd pas vanaf 1995 uitgezonden. Mogelijk heeft Adriaan, naast de negen avonturenseries, ook de serie korte afleveringen meegeteld.
- In de originele uitzending zit ook nog een reportage over de selectie van de kinderen die aan dit avontuur meewerkten. Daarnaast waren Bassie en Adriaan in de studio met Martin Gaus in gesprek over dit avontuur en speelt Bassie aansluitend nog een lied op zijn mondharmonica. Dit alles is weggelaten op de dvd.